# Hasanwayhiden

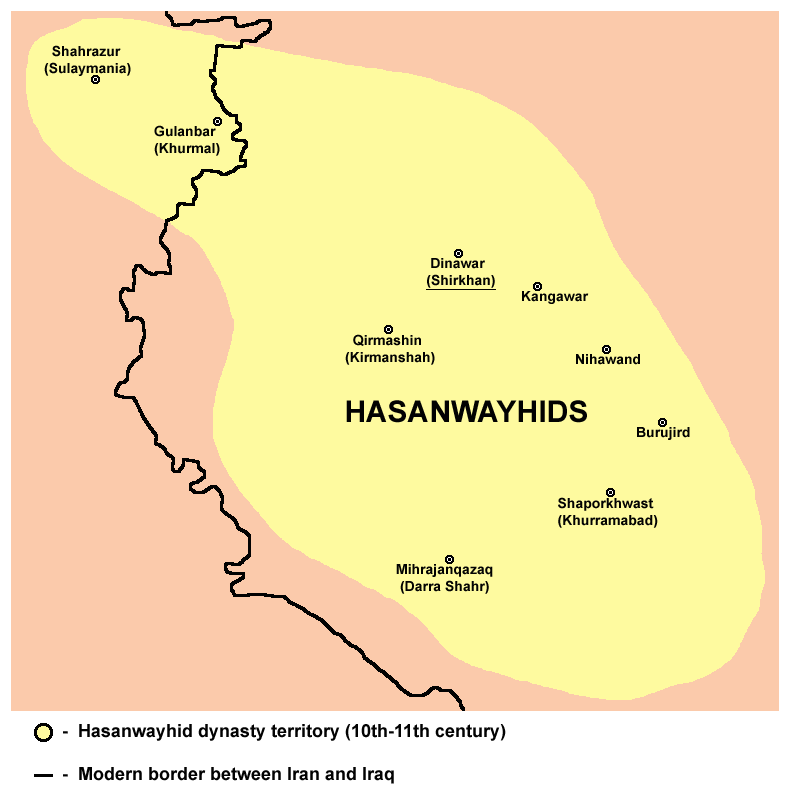
Das Gebiet der Hasanwayhiden

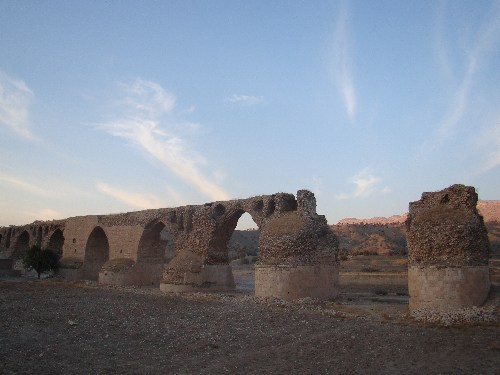
Reste der von Badr 1008/09 errichteten Kaschkan-Brücke zwischen Kuhdascht und Chorramabad

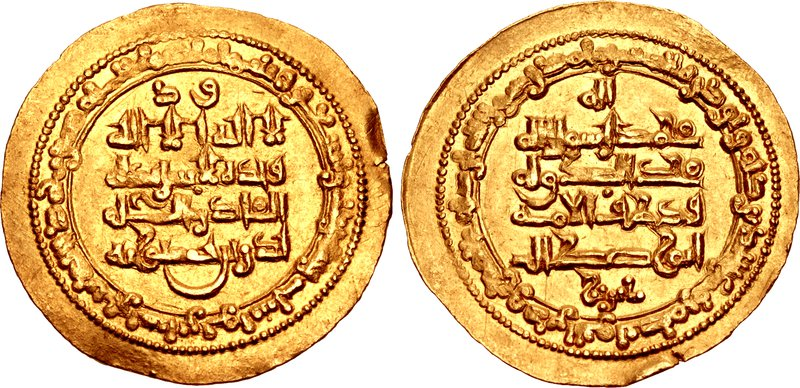
396 H. (1005/1006) in Schapurchvast (s. Karte) geprägter Dinar Badrs I. mit Nennung des buyidischen Oberherrn Madschd ad-Daula sowie des Kalifen al-Qadir.

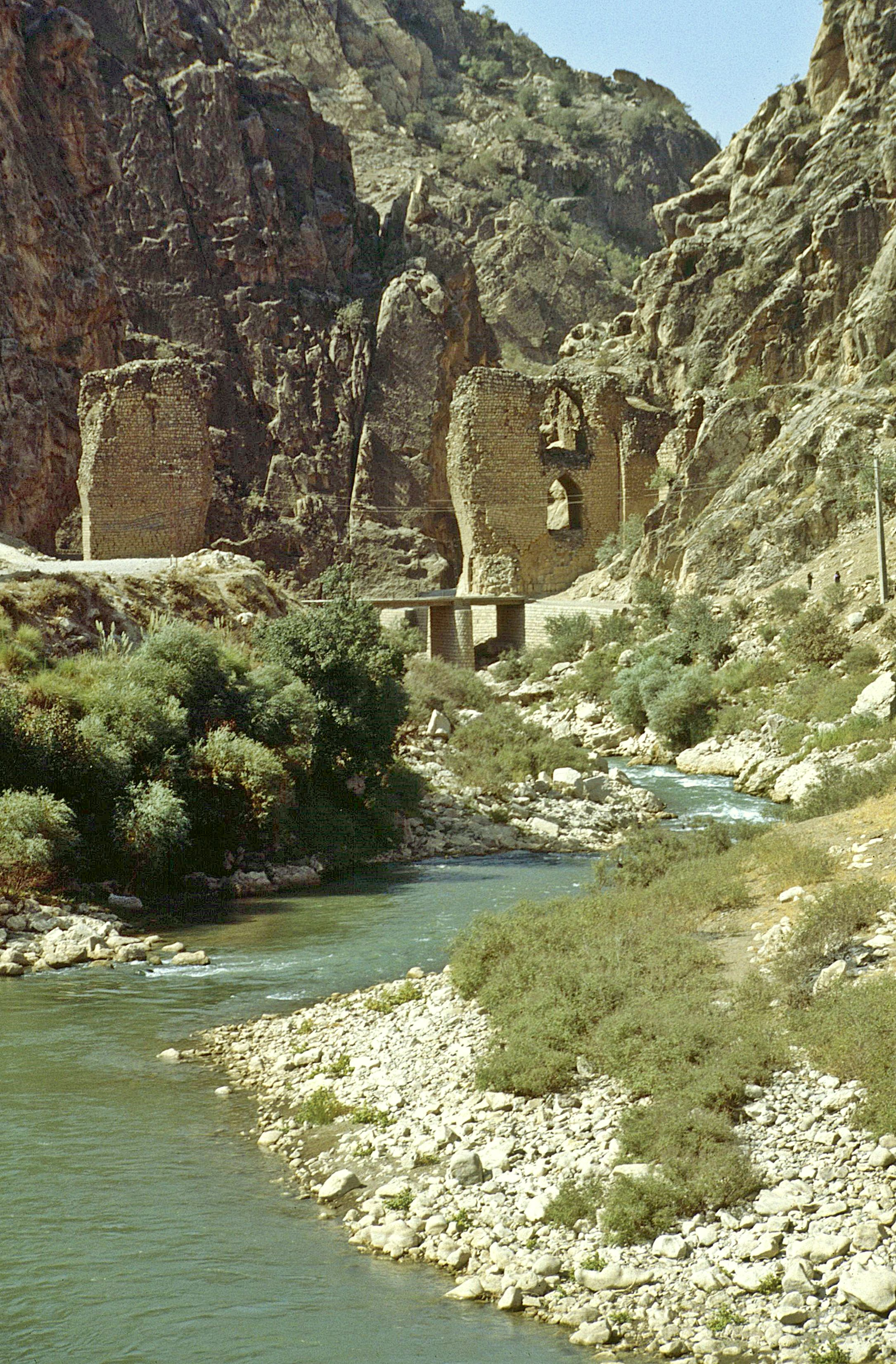
Reste der von Badr 984/85 errichteten Kalhur-Brücke über den Kaschkan nördlich von Mamulan in Lorestan

Die Hasanwayhiden (arabisch آل حسنويه, DMG Āl Ḥasanwaih) oder Hasanuyiden (persisch آل حسنويه Āl-i Ḥasanūya) waren eine kurdische Dynastie, die im 10. und 11. Jahrhundert im Grenzgebiet zwischen dem heutigen Irak und Iran herrschte. Zeitweise standen sie unter die Oberherrschaft der Buyiden. 
Gegründet wurde die Herrschaft der muslimischen Hasanwayhiden um 950 im Gebiet von Kirmanschah (damals Qarmisin) im Westen der Dschibal (dem antiken Medien) vom Emir Abu l-Fawaris Hasanwayh ibn Husain aus dem Eşiret der Barzikani. Hasawayh erbaute die Bergfestung Sarmadsch und konnte seinen Herrschaftsbereich im Bündnis mit den Buyiden auch auf die benachbarten Kurdenstämme ausweiten.

Das Territorium der Dynastie dehnte sich mit der Zeit auf die Städte Schahrazor, Dinawar, Hamadan und Nahavand aus. Während der Herrschaft von Badr b. Hasanwayh (reg. 980–1014), dem bedeutendsten Hasanwayhiden, konnte die Dynastie ihr Gebiet sogar bis nach Ahwaz in Chuzestan, Borudscherd in Lorestan und Asadabad ausweiten. Badr wurde vom Buyiden Adud ad-Daula eingesetzt und vermochte seine Macht nach dessen Tod durch eine Schaukelpolitik zwischen den Buyiden der Dschibal und jenen des arabischen Iraks zu behaupten.
Um das Jahr 1000 gerieten die Hasanwayhiden mit den benachbarten, ebenfalls kurdischen Annaziden in Konflikt. 1014 eroberten letztere das Gebiet der Hasanwayhiden; Badr (II.) ibn Tahir regierte als Statthalter der Seldschuken noch Kirmanschah, ehe ihn die Annaziden auch von hier vertrieben. Die Dynastie endete nach dem Tod des letzten Herrschers 1121.
Nasir ad-Din wa-d-Daula Abu n-Nadschm Badr (I.) ibn Hasanwayh, welcher Münzen mit seinem Namen prägen ließ, ist als außerordentlicher Wohltäter und großer Bauherr bekannt. Unter anderem ließ er zahlreiche Moscheen, Gasthäuser, Brücken und Zisternen errichten, wovon bis heute mehrere Inschriften zeugen.

Ibn al-Dschauzī etwa schrieb über den Kurdenfürsten Badr: 

„Er gab jeden Freitag 10000 Dirham als Almosen an die Schwachen und Witwen und jährlich 3000 Dinar an die Schuhmacher zwischen Hamadan und Bagdad, damit diese den hier ihre Reise unterbrechenden Mekka-Pilgern (kostenlos) die Schuhe in Ordnung bringen. Für Leichentücher (die Bedürftigen zur Verfügung gestellt wurden) zahlte er jeden Monat 20000 Dirham. Er ließ Brücken bauen und in seinem Herrschaftsgebiet 3000 neue Moscheen und Herbergen für Fremde errichten. Es gab keine Wasserquelle, an der er vorbeikam, ohne bei ihr ein Dorf zu gründen. 100000 Dinar pflegte er jedes Jahr zum Wohle der Einwohner der beiden heiligen Stätten (Mekka und Medina) und für die Bewachung der Pilgerroute zu spenden. Er trug die Kosten für den Bau von Werkstätten, die Reinigung von Brunnen sowie das Anlegen von Futtervorräten an Reiserouten und subventionierte Anwohner von Rastplätzen. In die beiden heiligen Stätten, nach Kufa und Bagdad schickte er Geld, das unter den dortigen Scherifen, Rechtsgelehrten und Koranrezitatoren, unter den Armen und den angesehenen Familien verteilt wurde.“

## Herrscherliste
- Hasanwaih ibn Husain (reg. ca. 950–980)
- Badr ibn Hasanwaih (reg. 980–1014)
- Hilal ibn Badr (reg. 914)
- Tahir ibn Hilal (reg. 914–915, zuvor schon in Schahrazor)
- Badr ibn Tahir

Ab hier wechselte die Herrschaft innerhalb des Eşirets auf eine andere Familie
- Eb´ü´l-feth bin Iyar
- Eb´ü´s Sevk Muhammed bin Iyar
- Mühelhel
- Surxab bin Muhammed
- Sadi bin Eb´ü´s Sevk
- Surxab bin Bedir bin Mühelhel
- Eb´ü´l Mansur